# Łysiny (województwo śląskie)
Łysiny – wieś w Polsce położona w województwie śląskim, w powiecie częstochowskim, w gminie Koniecpol.
W latach 1975–1998 miejscowość administracyjnie należała do województwa częstochowskiego. W pobliżu wsi znajduje się rezerwat przyrody Borek, chroniący kompleks leśny o urozmaiconych wielogatunkowych drzewostanach, posiadających cechy zespołów naturalnych.

## Kościół
We wsi znajduje się kościół parafialny pod wezwaniem Najświętszego Serca Pana Jezusa, wybudowany w latach 1958-1959 staraniem ks. Ireneusza Kidawy oraz cmentarz parafialny. 

## Szkoła
W Łysinach jest Szkoła Podstawowa. Nowy budynek szkoły został oddany do użytku 1.09.1996 r. 1 września 2006 r. szkoła otrzymała imię – Jana Pawła II.